# Obrataň (stacja kolejowa)
Obrataň – stacja kolejowa w miejscowości Obrataň, w kraju Wysoczyna, w Czechach. Znajduje się na linii 224 Tábor – Horní Cerekev, na wysokości 575 m n.p.m..  

## Linie kolejowe
- 224: Tábor – Horní Cerekev
- 228: Jindřichův Hradec – Obrataň